# Khariar
Khariar es una ciudad y comité de área notificada situada en el distrito de Nuapada en el estado de Odisha (India). Su población es de 15087 habitantes (2011). Se encuentra a 357 km de Bhubaneswar.

## Demografía
Según el censo de 2011 la población de Khariar era de 15087 habitantes, de los cuales 7644 eran hombres y 7443 eran mujeres. Khariar tiene una tasa media de alfabetización del 79,71%, superior a la media estatal del 72,87%: la alfabetización masculina es del 88,42%, y la alfabetización femenina del 70,80%.